# Ried im Oberinntal
Ried im Oberinntal è un comune austriaco di 1 267 abitanti nel distretto di Landeck, in Tirolo.